# NGC 1104
NGC 1104 (również PGC 10634 lub UGC 2287) – galaktyka spiralna z poprzeczką (SB0-a), znajdująca się w gwiazdozbiorze Wieloryba. Odkrył ją Heinrich Louis d’Arrest 6 listopada 1864 roku.